# Incroyables y merveilleuses
Los incroyables (increíbles) y sus contrapartes femeninas, las merveilleuses (maravillosas, equivalente a «divas fabulosas» en este contexto), eran miembros de una subcultura de moda aristocrática en el París de la época del Directorio. Como catarsis o en una necesidad de volver a conectar con otros supervivientes del reinado del Terror, recibieron al nuevo régimen con un brote de lujo, decadencia e incluso tontería. Empezaron a crear tendencias de moda en ropa y actitudes que hoy pueden parecer exageradas, afectadas o incluso decadentes. Por ejemplo, algunos prefirieron ser llamado «incoyable» o «meveilleuse», evitando así la letra R, como en «révolution». Al finalizar este período, la sociedad dio un giro hacia algo más sobrio y modesto.
Muchos incroyables fueron «nouveaux riches», que habían obtenido su riqueza de la venta de armas y préstamos de dinero. Pero miembros de las clases dominantes figuraron también entre las figuras destacadas del movimiento y el grupo influyó en la política, ropa y artes de la época. Surgieron de los muscadins, un término para las bandas callejeras de dandis antijacobinos que fueron comunes en París desde 1793, y fueron importantes en política durante unos dos años; los términos a menudo se utilizan indistintamente, aunque los muscadins parecen haber procedido en su mayoría de la clase media.

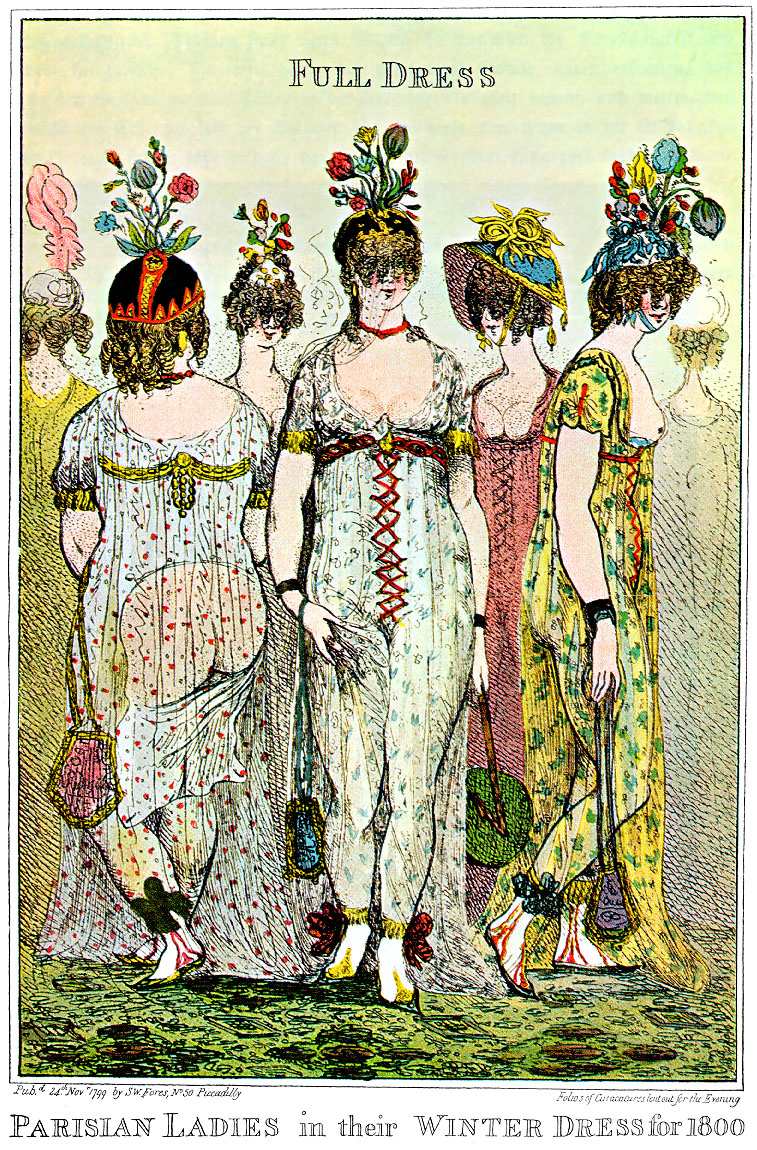
Mujeres parisinas con su vestido de invierno.. Caricatura inglesa - Cruikshank.

## Procedencia social

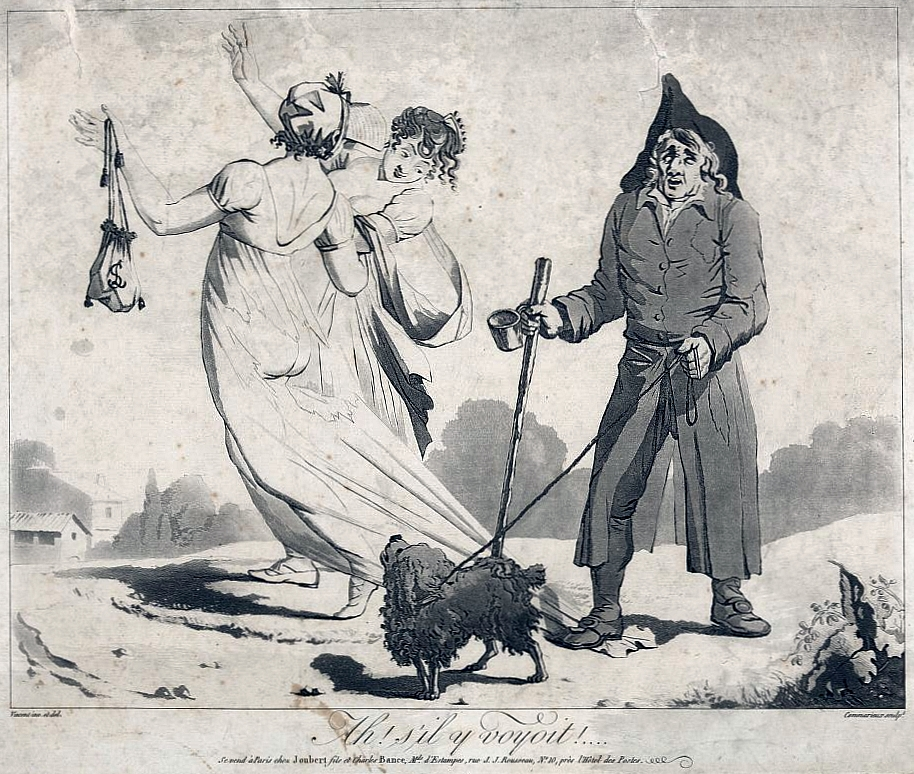
Caricatura francesa de los vestidos transparentes de las Merveilleuse titulada: "Ah, si él pudiera ver" donde un mendigo ciego pisa sin querer la orla del vestido de una dama a la moda, rasgando la fina tela y dejando sus nalgas al aire.

El día después de la ejecución de Maximilien Robespierre, que puso fin al reinado del Terror, reaparecieron en las calles de París carros ornamentados, lo que marca el comienzo de la Reacción de Termidor. Hubo maestros y funcionarios una vez más en París, y la ciudad estalló en un furor de búsqueda de placer y entretenimiento. Los teatros prosperaron y la música popular satirizó los excesos de la revolución. Una canción popular del período llamaba al pueblo francés a «compartir mi horror» y enviar a «estos bebedores de sangre humana» de vuelta entre los monstruos que habían surgido. Sus letras se alegraron de que «tus torturadores finalmente se vuelven insignificantes en los albores de una venganza tardía».
Muchos bailes públicos fueron bals des victimes, en los que jóvenes aristócratas que habían perdido a seres queridos en la guillotina bailaban vestidos de luto o llevaban brazaletes negros, saludándose unos a otros con movimientos violentos de cabeza, simulando la decapitación. Por ejemplo, un baile celebrado en el Hôtel Thellusson, en la rue de Provence del IX Distrito de París, limitó su lista de invitados a los hijos adultos de los guillotinados.

## Ropa y estilo
Las merveilleuses escandalizaron París con sus vestidos y túnicas semejantes a las de los antiguos griegos y romanos, finos o incluso transparentes de lino y gasa. A veces eran tan reveladores que fueron denominados «tejidos de aire». Muchos también mostraban gran escote y eran demasiado estrechos para permitir los bolsillos. Para llevar incluso un pañuelo, estas damas tuvieron que llevar bolsos pequeños conocidos como reticules. Eran amantes de las pelucas, eligiendo a menudo las rubias porque la Comuna había prohibido las pelucas rubias, pero también las llevaban negras, azules y verdes. Los tocados al estilo grecorromano, los rizos cortos como los de los bustos romanos y las sandalias de estilo griego causaron furor. Estas últimas se ataban por encima del tobillo con cintas cruzadas o cadenas de perlas. Aromas exóticos y caros fabricados por casas de perfume con buenos contactos como Parfums Lubin fueron usados como indicadores de posición social y estilo. Teresa Cabarrús también fue conocida por llevar costosos anillos en los dedos de sus pies calzados con sandalias abiertas y aros de oro sobre sus pantorrillas.

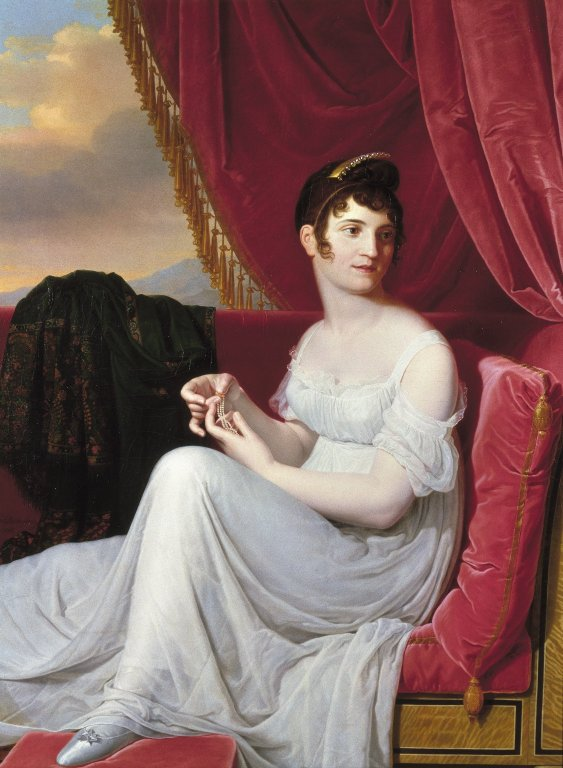
Teresa Cabarrús, una merveilleuse famosa.

Los incroyables vestían trajes excéntricos: chaquetas y levitas ceñidas, pantalones largos, corbatas altísimas hasta el mentón, a veces un arete o gruesas gafas y sombreros coronados por «orejas de perro», con el cabello cayendo sobre las orejas. Sus fragancias basadas en almizcle les valió el apodo de muscadins entre las clases bajas. Se ponían bicornios y llevaban porras, a las que denominaban su «poder ejecutivo». Llevaban el pelo largo a la altura del hombro, levantado a veces por la espalda con un peine, imitando los peinados de los condenados. Algunos ostentaban grandes monóculos, y con frecuencia afectaban un ceceo y a veces una postura encorvada como de jorobados.
Algunas merveilleuses famosas fueron Mademoiselle Lange, Madame Récamier (que posó para un cuadro de Jacques-Louis David), así como Fortunée Hamelin y Hortense Beauharnais, dos criollas muy populares. El incroyable más famoso fue Paul François Jean Nicolas Barras.

### Imágenes de la época

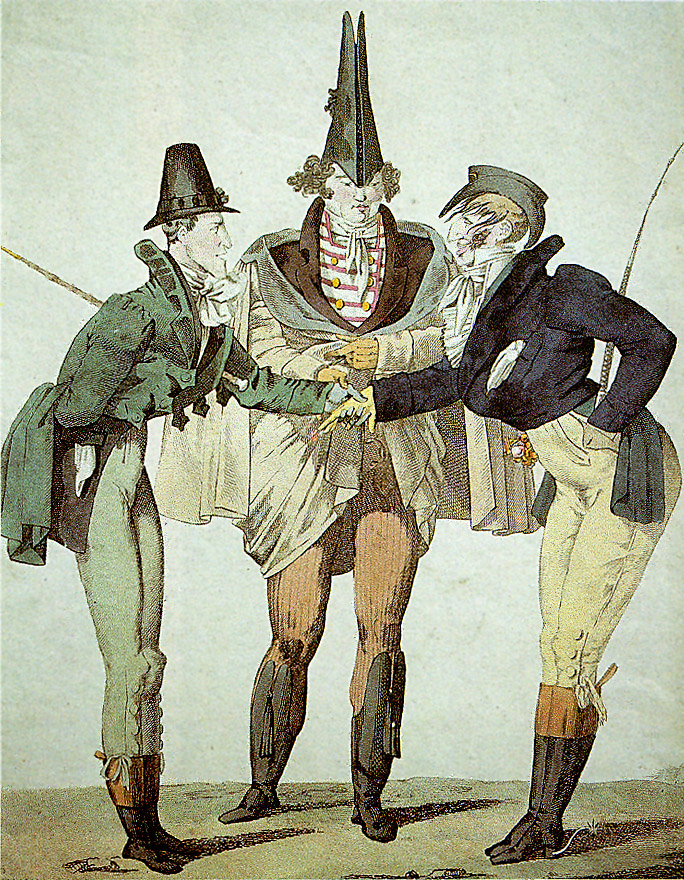
Incroyables saludándose, caricatura de 1802.
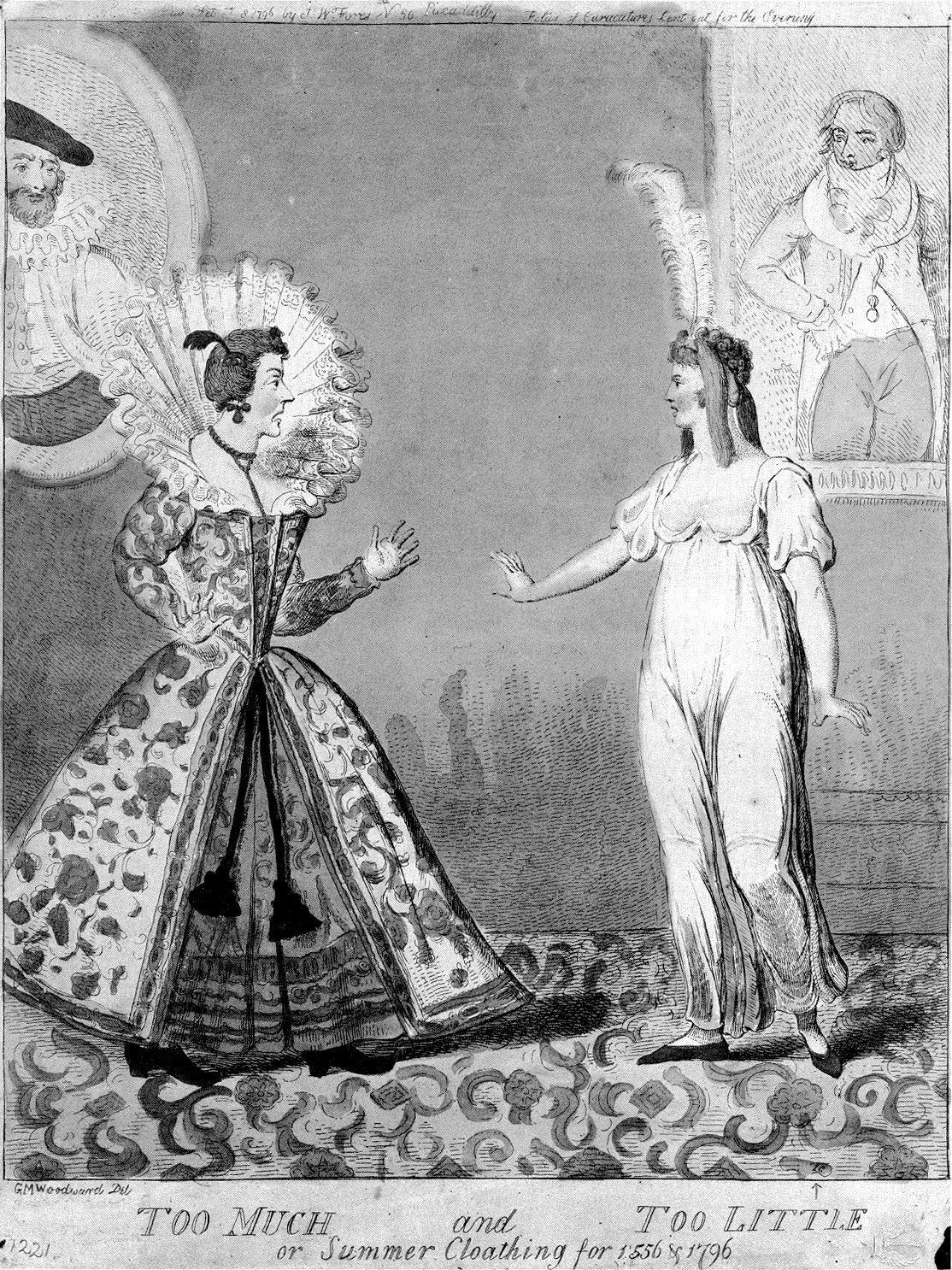
Demasiado mucho y demasiado poco', sátira inglesa que compara la moda isabelina y la del directorio, 1796.
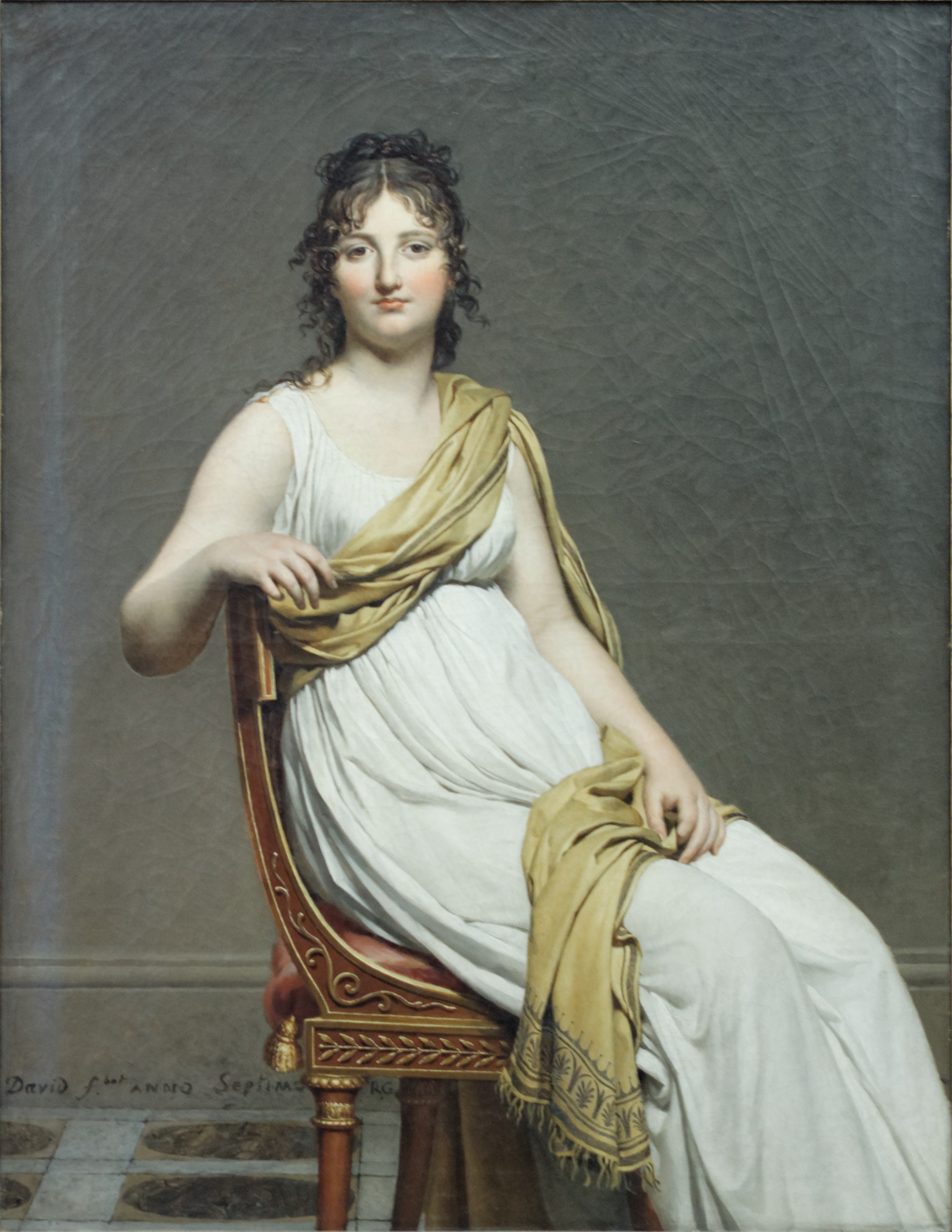
Madame de Verninac, retrato de 1799.
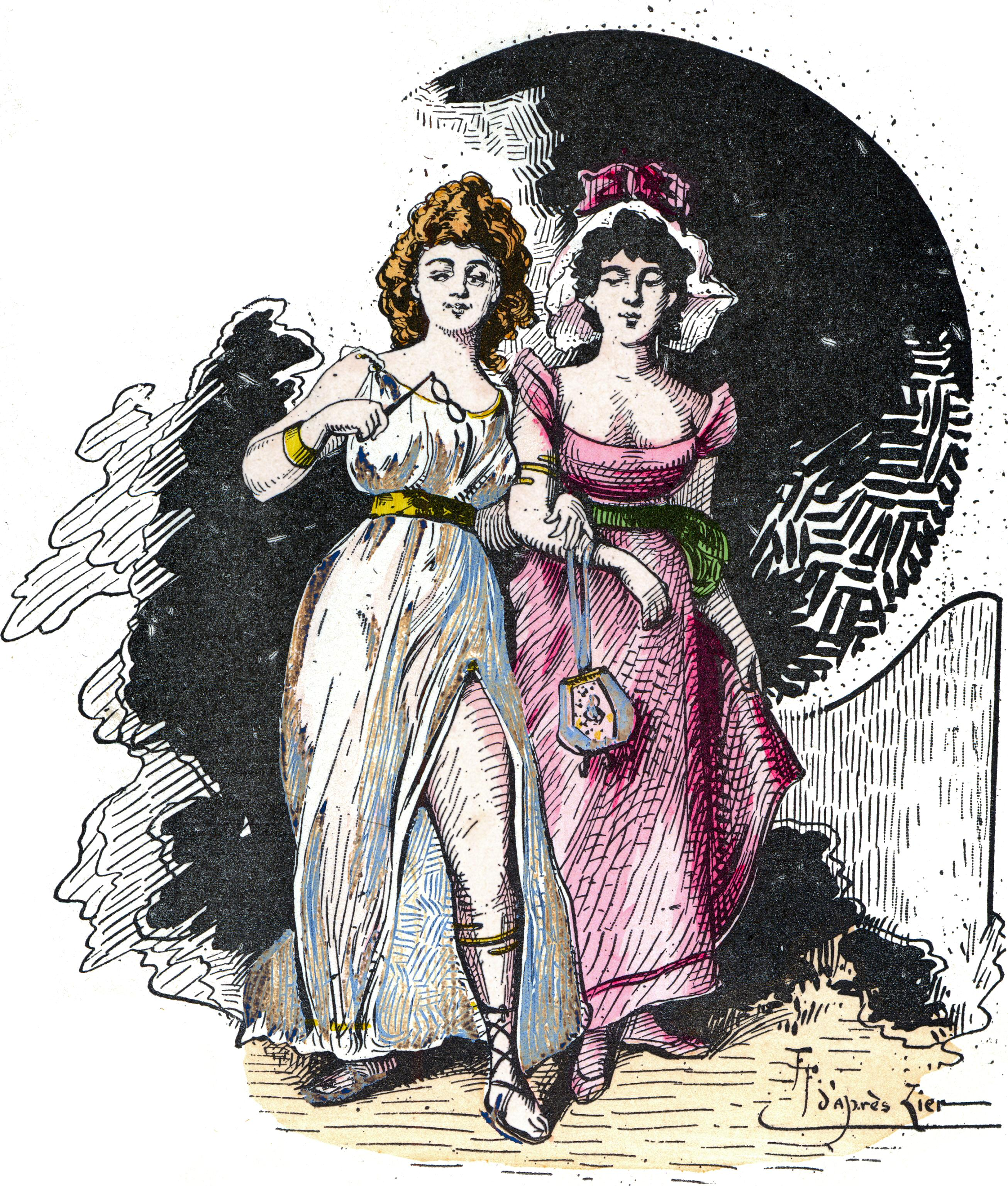
Madame Tallien paseando por Las Tullerías, 1799.
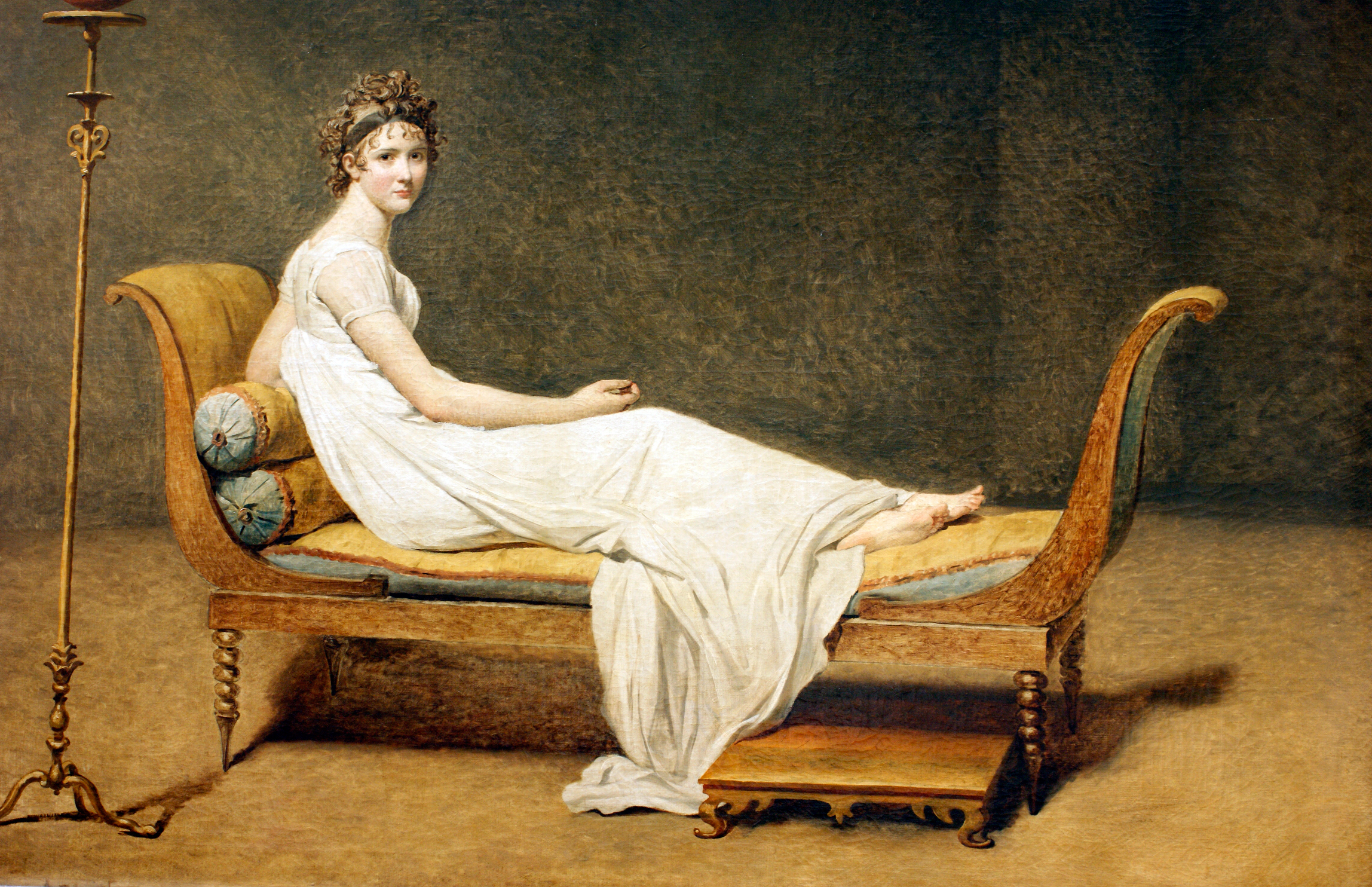
Madame Recamier, por Jacques-Louis David, 1800.
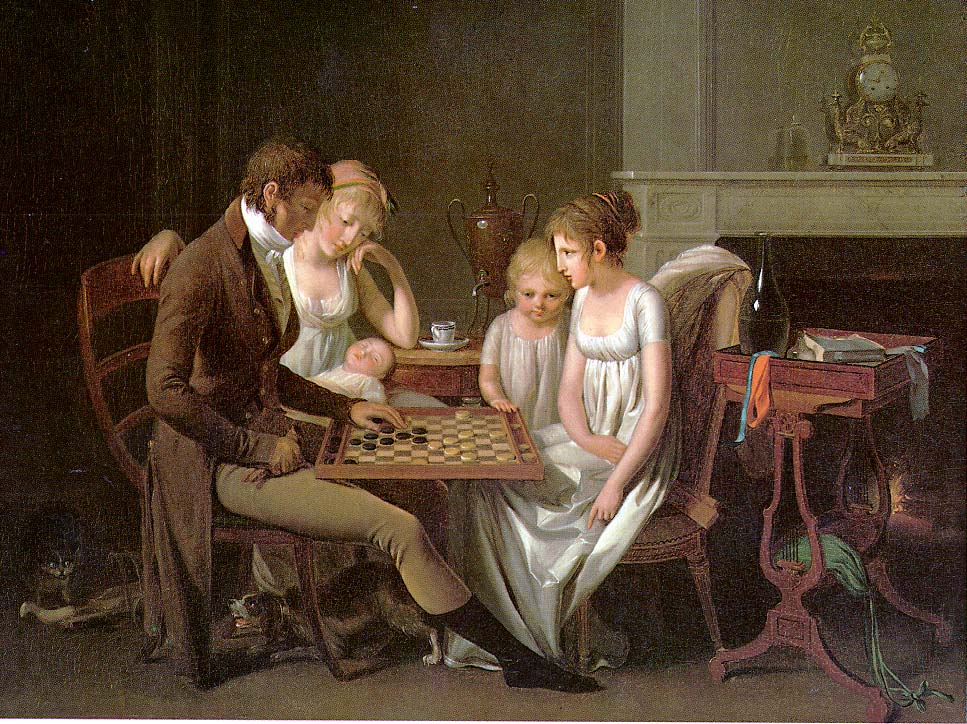
Una familia jugando a las damas, 1803
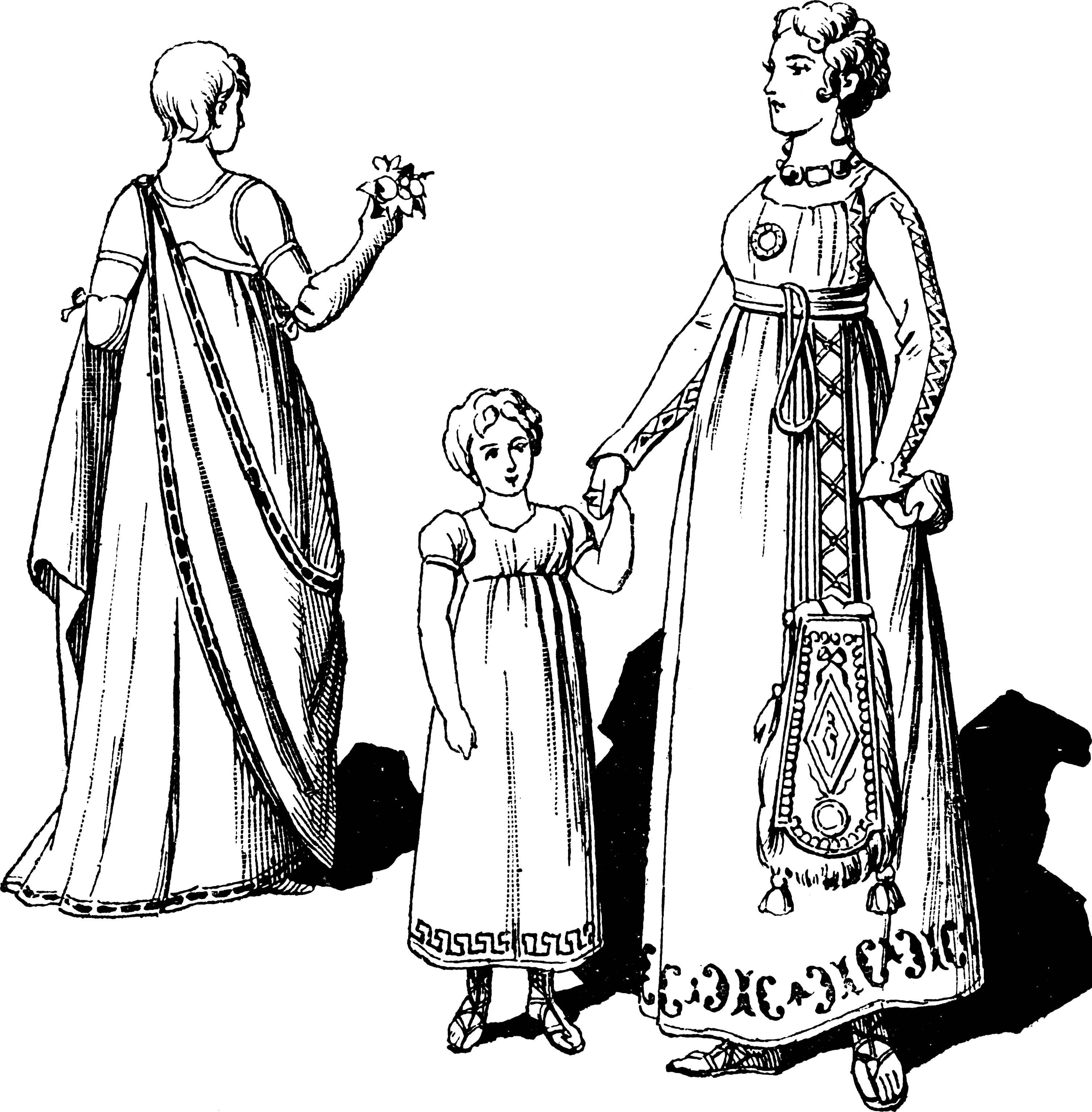
Moda «al estilo Tito» durante el Directorio.
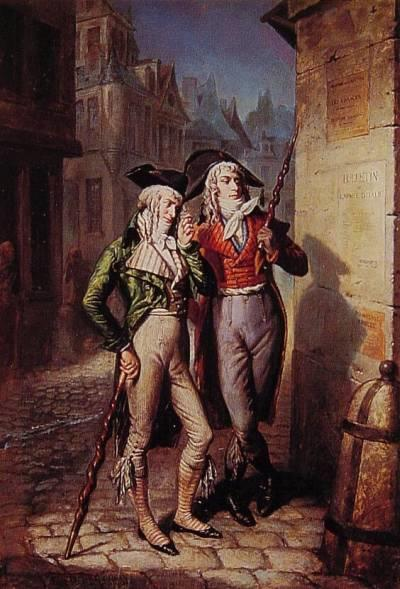
Cuadro de dos "muscadins" o "incroyables", 1795.
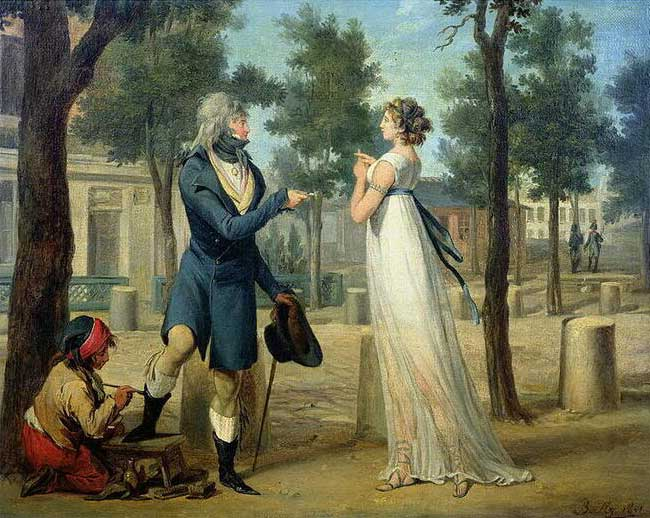
Adoptando la moda neoclásica, 1797.
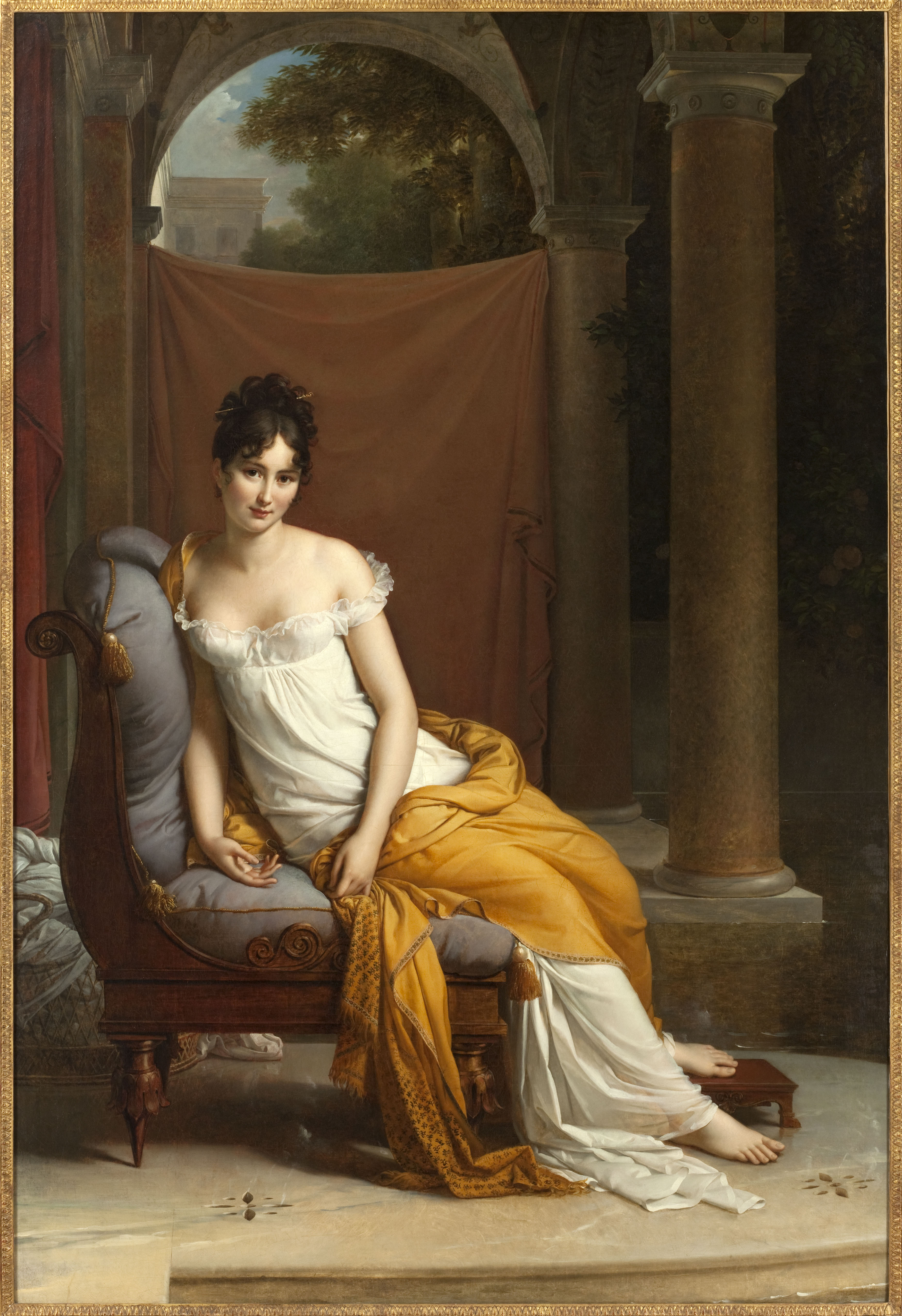
Madame Recamier, por Simon Gérard, 1805.
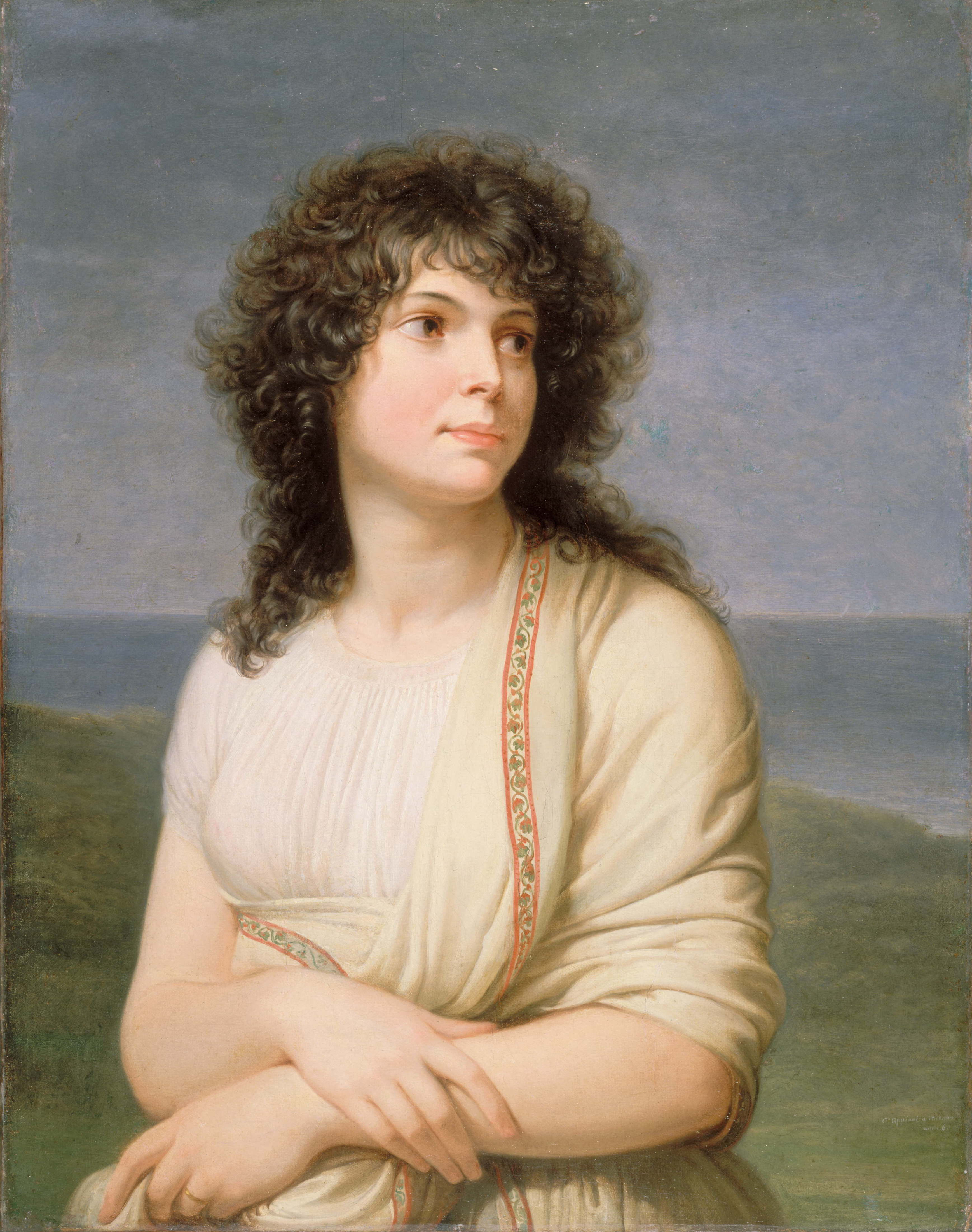
Madame Hamelin, retrato de 1798.